# Kimberley Le Court
Kimberley Le Court Pienaar (Curepipe, 23 de marzo de 1996) es una ciclista profesional mauriciana  que compite para el UCI Women's WorldTeam AG Insurance–Soudal. Le Court ha ganado cuatro veces el campeonato nacional de Mauricio de ciclismo en ruta (2016, 2019, 2024 y 2025), y dos veces el de contrarreloj individual (2024 y 2025). Le Court representó a Mauricio en los Juegos Africanos de 2019 en ciclismo, donde ganó dos medallas en cross-country: oro en el maratón femenino y bronce en el evento olímpico femenino.
En 2024, Le Court fue fichada por el equipo AG Insurance–Soudal. Ha sido reportado que contactó con todos los equipos del UCI Women's World Tour para solicitar una oportunidad. En esa temporada, ganó la octava etapa del Giro de Italia Femenino, su primera victoria de etapa en el UCI Women's World Tour. 
En 2025, Le Court ganó la Lieja-Bastoña-Lieja Femenina, superando en un sprint a otras tres ciclistas escapadas. En la segunda etapa del Tour de Francia Femenino obtuvo el maillot amarillo que indica el liderato de la clasificación general, convirtiéndose en la primera ciclista africana en portarlo. Además, ganó la quinta etapa y mantuvo el maillot amarillo durante un total de cuatro etapas.